# Sabiniani
Nel periodo classico della giurisprudenza romana esistettero due scuole di diritto in Roma: una detta dei Proculiani, l'altra dei Sabiniani o Cassiani.
Tutti gli studiosi, che hanno affrontato il problema dell'insegnamento del diritto in Roma nel periodo classico, citano come fonte principale l'Enchiridion di Sesto Pomponio riportato in Digesto D.1.2.2.47-53. Ma ci sono notizie sull'esistenza delle due principali scuole di diritto anche in molti altri passi del Digesto, nelle Istituzioni di Gaio, nonché nelle Epistole (Epist. 7.24.8) di Plinio il Giovane che apparteneva a quell'ambiente legale e che, come oratore ebbe sicuramente modo di seguire le lezioni di diritto di una delle scuole.
Secondo Pomponio la scuola sabiniana fu fondata da Capitone, cui successe Sabino, Cassio, Celio, Giavoleno Prisco, Valente, Tusciano e Salvio Giuliano.
La scuola era chiamata oltre che scuola sabiniana anche "Schola cassiana" e Plinio (Epist. VII,24) si riferisce a Cassio come fondatore della scuola. Probabilmente la scuola fu fondata non da Capitone, ma da Cassio e Sabino, in quanto le scuole di diritto del I secolo si occupavano esclusivamente di diritto privato e Capitone non si occupò di tale branca del diritto.
Le controversie tra la scuola dei Proculiani e quella dei Sabiniani erano molte. Gaio, sabiniano, riferisce le opinioni della propria scuola usando le espressioni "nostri preceptores" o "Sabinus Cassius", mentre commentando le opinioni dei Proculiani usa le parole "diversae scholae auctores" o "Nerva Proculus".
Pomponio fa risalire alla rivalità dei due giuristi Labeone e Capitone la nascita delle due scuole, e conseguentemente viene data una diversa qualificazione unitaria alle due scuole partendo dalla diversa personalità dei due fondatori: innovatrice in Labeone, conservatrice in Capitone. Probabilmente le due scuole si distinguevano principalmente per i luoghi (stationes) dove veniva insegnato il diritto e solo in un secondo tempo per l'autorità di coloro che ivi insegnavano. Gellio infatti scrive "quaesitum esse memini in plerique Romae stationibus ius publice docentium aut respondentium..." (Noctes Att. 13.13.1)
Alcune delle massime giuridiche delle due scuole sono valide anche oggi. Ad esempio l'art. 634 del Codice Civile applica la Regola sabiniana del favor testamenti per cui le condizioni impossibili o illecite vitiantur sed non vitiant ovvero pro non scriptis habentur.